# Pungești
Pungești je rumunská obec v župě Vaslui. V roce 2011 zde žilo 3 223 obyvatel. Obec se skládá z devíti částí.

## Části obce
- Pungești – 892 obyvatel
- Armășoaia – 633
- Cursești-Deal – 252
- Cursești-Vale – 293
- Hordila – 6
- Rapșa – 47
- Siliștea – 230
- Stejaru – 272
- Toporăști – 646